# Fótis Kítsos
Fótis Kítsos (en grec moderne : Φώτης Κίτσος), né le 31 mars 2003 à Athènes en Grèce, est un footballeur grec qui évolue au poste d'arrière gauche à l'Omónia Nicosie.

## Biographie

### En club
Né à Athènes en Grèce, Fótis Kítsos est formé par l'Olympiakos Le Pirée. Il joue son premier match en professionnel le 1er décembre 2021, lors d'une rencontre de coupe de Grèce face à l'APO Levadiakos. Il entre en jeu et son équipe s'incline par trois buts à deux. Kitsos joue son premier match de première division grecque face au Panetolikós FC. Il entre en jeu à la place de Oleg Reabciuk et son équipe l'emporte (3-1 score final).
Lors de la saison 2021-2022 il est sacré champion de Grèce, l'Olympiakos étant sacré pour la 47e fois.
Le 31 août 2022, Kitsos est prêté pour une saison à l'Omonia Nicosie.
Le 28 juin 2023, Fótis Kítsos rejoint le Volos FC. Il signe un contrat de deux ans, soit jusqu'en juin 2025.

### En sélection
Fótis Kítsos est sélectionné avec l'équipe de Grèce des moins de 17 ans entre 2019 et 2020. Il joue au total six matchs et marque un but.
Fótis Kítsos joue son premier match avec l'équipe de Grèce espoirs, face au Liechtenstein, le 25 mars 2022. Il entre en jeu à la place de Vasílios Zagarítis et son équipe est l'emporte par quatre buts à zéro.

## Palmarès
Olympiakos
- Championnat de Grèce (1) :
  - Champion : 2022.